# Sorato
Aguinaldo Luiz Sorato, detto Sorato (Araras, 8 aprile 1969), è un ex calciatore e allenatore di calcio brasiliano, di ruolo attaccante.

## Caratteristiche tecniche
Giocava come attaccante.

## Carriera

### Club
Iniziò nel 1988 nel Vasco a 18 anni nelle giovanili; passato in prima squadra nel 1988, si fece notare segnando la rete della vittoria per uno a zero del Vasco sul San Paolo nella finale del Campeonato Brasileiro Série A 1989. In tutto ha giocato per venti società in sette stati del Brasile, ed un rapido passaggio in Ungheria. Ha segnato 240 reti nella sua carriera, principalmente nei campionati statali brasiliani.

## Palmarès

### Club

#### Competizioni nazionali
- Campionato Carioca: 3

Vasco da Gama: 1988, 1997, 1998
- Campionato brasiliano: 3

Vasco da Gama: 1989, 1997
Palmeiras: 1993
- Torneo Rio-San Paolo: 1

Palmeiras: 1993
- Campionato paulista: 2

Palmeiras: 1993, 1994
- Campeonato Brasileiro Série C: 1

Madureira: 2001
- Campionato Baiano: 1

Vitória: 2007

#### Competizioni internazionali
- Coppa Libertadores: 1

Vasco da Gama: 1998

### Individuale
- Capocannoniere del Campionato Carioca: 1

2006